# آن روس
آن روس (بالألمانية: Anne Ross)‏ هي مغنية ألمانية، ولدت في 17 مارس 1985.

## وصلات خارجية
- الموقع الرسمي
- آن روس على موقع ميوزك برينز (الإنجليزية)
- آن روس على موقع ديسكوغز (الإنجليزية)